# Гранарола (Пезаро и Урбино)
Гранарола је насеље у Италији у округу Пезаро и Урбино, региону Марке.
Према процени из 2011. у насељу је живело 70 становника. Насеље се налази на надморској висини од 116 м.